# Oscuro iluminado
Oscuro iluminado es una película chilena de 2008. Es la ópera prima de Miguel Ángel Vidaurre, protagonizada por Felipe Braun.

## Sinopsis
Miguel (Felipe Braun) - joven director de cine - pierde a su mujer en un extraño accidente. Imposibilitado de olvidarla, se obsesiona con su imagen y la recrea una y otra vez en una serie de representaciones cinematográficas. La vida de sus personajes se entrecruza con sus propias obsesiones, impidiendo su diferenciación y sumergiéndolo en una caída sin retorno.

## Reparto
- Felipe Braun
- Sol Aravena
- Sergio Hernández
- Francisco Ruiz de Viñaspre
- Luna Martínez